# Иштван Сивош (ватерполиста, 1948)
Иштван Сивош (мађ. Szivós István; 24. април 1948 — 10. новембар 2019) био је мађарски ватерполиста. Учествовао је на Летњим олимпијским играма 4 пута и сваки пут освојио медаљу. Године 1996. постао је члан Међународне куће славних водених спортова.
Његов син Мартон и отац Иштван били су такође освајачи олимпијских медаља.
Преминуо је 10. новембра 2019. године.